# Drepanulatrix unicalcarata
Drepanulatrix unicalcarata là một loài bướm đêm trong họ Geometridae.